# Кастел Венцаго (Бреша)
Кастел Венцаго (итал. Castel Venzago) је насеље у Италији у округу Бреша, региону Ломбардија.
Према процени из 2011. у насељу је живело 152 становника. Насеље се налази на надморској висини од 141 м.